# Cattedrale di Ognissanti (Santa Fe)
La cattedrale di Ognissanti (in spagnolo: Catedral Metropolitana Todos los Santos) è la chiesa principale dell'arcidiocesi e della città di Santa Fe, in Argentina. Nel 1942 fu proclamata monumento nazionale.

## Storia e descrizione
Con la fondazione della vecchia città di Santa Fe, situata presso l'odierna Cayastá, voluta da Juan de Garay, fu decretata anche la realizzazione di una Chiesa Madre dedicata ad Ognissanti.
Nel 1651, una volta terminato il trasferimento della città presso la sede attuale, fu completata anche la nuova Chiesa Matrice, costruita sulla piazza principale del nuovo insediamento. Nel 1833 furono realizzati alcuni rifacimenti, come la facciata progettata dell'architetto italiano Carlo Zucchi, che conferirono all'edificio gran parte dell'aspetto attuale. Con l'istituzione della diocesi di Santa Fe il 15 febbraio 1897 e la chiesa ricevette il titolo di Cattedrale Provvisoria. Nel 1934, con l'elevazione della diocesi di Santa Fe al rango di arcidiocesi la cattedrale ottenne il titolo di Cattedrale Metropolitana. Gli interni, suddivisi in tre navate, furono realizzati nel 1947.
La facciata presenta un aspetto neoclassico, con tre a arcate a tutto sesto che introducono i tre ingressi principali. La facciata è coronata da due torri campanarie.
L'interno della cattedrale è suddiviso in tre navate separate da una serie di pilastri. Da segnalare nel battistero una Vera Croce d'epoca coloniale che fu all'origine del toponimo della città.